# Concerto pour violoncelle de Zimmermann
Pour les articles homonymes, voir Concerto pour violoncelle (homonymie).
Le Concerto pour violoncelle en forme de pas de trois est une œuvre du compositeur allemand Bernd Alois Zimmermann. Composé en 1965-66 il est dédié au violoncelliste Siegfried Palm et créé le 14 février 1969 à Gelsenkirchen sous la direction de Lubomir Romanski.  L'auteur en tira une musique de ballet chorégraphiée par Ivan Sertic.

## Analyse de l'œuvre
1. Introduzione dans la vallée des songes
2. Allegro la fée, Don Quichotte et la sentimentale
3. Adagio les trois cygnes blancs
4. Tempo di marcia les trois baladins
5. Blues - Coda